# Павлов Олег Олегович
Оле́г Оле́гович Па́влов (16 березня 1970, Москва — 7 жовтня 2018, там само) — російський письменник та нарисовець.

## Біографія і творчість
Олег Павлов вперше опублікував свою роботу в «Літературній газеті» у віці 16 років. Літературний дебют письменника відбувся в 1990 році в журналі «Новый мир», де було представлено цикл його оповідань «Вартові елегії». Успіх і визнання автору приніс роман «Казенна казка», опублікований у 1994 році .
Лауреат літературних премій журналів «Новый мир» (1994), «Октябрь» (1997, 2001, 2007), «Знамя» (2009).
У 2002 році за повість «Карагандинські дев'ятини» отримав премію «Російський Букер».
Також ставав фіналістом російських літературних премій «Національний бестселер», «Велика книга», «Ясна Поляна».
У 2011 році потрапив до списку фіналістів премії «Російський Букер Десятиліття».
У 2012 р. «за сповідальну прозу, проникнуту поетичною силою і співчуттям; за художні та філософські пошуки сенсу існування людини в надзвичайних обставинах» Олегу Павлову присуджена премія Олександра Солженіцина.
У 2017 р. нагороджений літературною премією «Angelus», яка передбачена для авторів з Центральної Європи, чиї роботи розкривають теми, найбільш актуальні для сьогодення, щоб спонукати до роздумів і поглибення знань про світ інших культур.
Твори письменника перекладалися на англійську, французьку, китайську, італійську, голландську, польську, угорську, хорватську мови.

## Бібліография
- Степная книга. — СПб., 1998. — ISBN 978-5-8370-0213-7.
- Казённая сказка. — 1999. — ISBN 5-264-00039-5.
- Повести последних дней. — 2001. — ISBN 5-227-01543-0.
- Русский человек в XX веке. — 2003. — ISBN 5-85887-166-6.
- Антикритика. — 2005. — ISBN 5-93824-006-2.
- В безбожных переулках. — 2007. — ISBN 978-5-9691-0094-7.
- Степная книга. — 2008. — ISBN 978-5-9691-0316-X.
- Асистолия. — 2010. — ISBN 978-5-9691-0553-9.
- Гефсиманское время. — 2011. — ISBN 978-5-9691-0651-2.
- Дневник больничного охранника. — 2012. — ISBN 978-5-9691-0714-4.
- Казённая сказка. — 2012. — ISBN 978-5-9691-0773-1.
- Дело Матюшина. — 2013. — ISBN 978-5-9691-0798-4.

- Карагандинские девятины, или Повесть последних дней. — 2013. — ISBN 978-5-9691-0838-7.

## Літературні премії та нагороди
- 1995 — премія журналу «Новый мир»
- 1997, 2002 — премія журналу «Октябрь»
- 2009 — премія журналу «Знамя»
- 2002 — премія «Русский Букер»
- 2012 — премія Олександра Солженіцина
- 2017 — премія «Angelus»

## Інтерв'ю
- О роли писателя в жизни современной России, исповедальной прозе и «писателях-оппозиционерах» [Архівовано 9 грудня 2018 у Wayback Machine.] // Частный корреспондент, 2012 г.
- Интервью Олега Павлова проекту «Неудобная Литература» [Архівовано 16 грудня 2018 у Wayback Machine.], 2011 г.
- «Мы рождаемся для страданий», «Литературная Россия», 2010 г.
- «Книги — это молчащие друзья» [Архівовано 10 грудня 2018 у Wayback Machine.], «Российская газета», 2010 г.
- Интервью Олега Павлова [Архівовано 9 грудня 2018 у Wayback Machine.] литературно-философскому журналу «Топос», 2005 г.
- Беседа с Т.Бек для журнала «Вопросы литературы», 2003 г.
- Интервью Олега Павлова [Архівовано 21 грудня 2018 у Wayback Machine.] «Русскому журналу», 2002 г.
- Видеоинтервью «Портрет писателя»